# Leiotheca swainsonii
Leiotheca swainsonii là một loài Rêu trong họ Orthotrichaceae. Loài này được (Hook.) Brid. mô tả khoa học đầu tiên năm 1827.